# 8 Heures de Bahreïn 2022
Navigation
Édition précédente Édition suivante
Les 8 Heures de Bahreïn 2022 ont été la sixième et dernière manche du Championnat du monde d'endurance FIA 2022 et la 11e édition de l'épreuve. Elles se sont déroulées le 12 novembre 2022 sur le Circuit international de Sakhir.

## Engagés

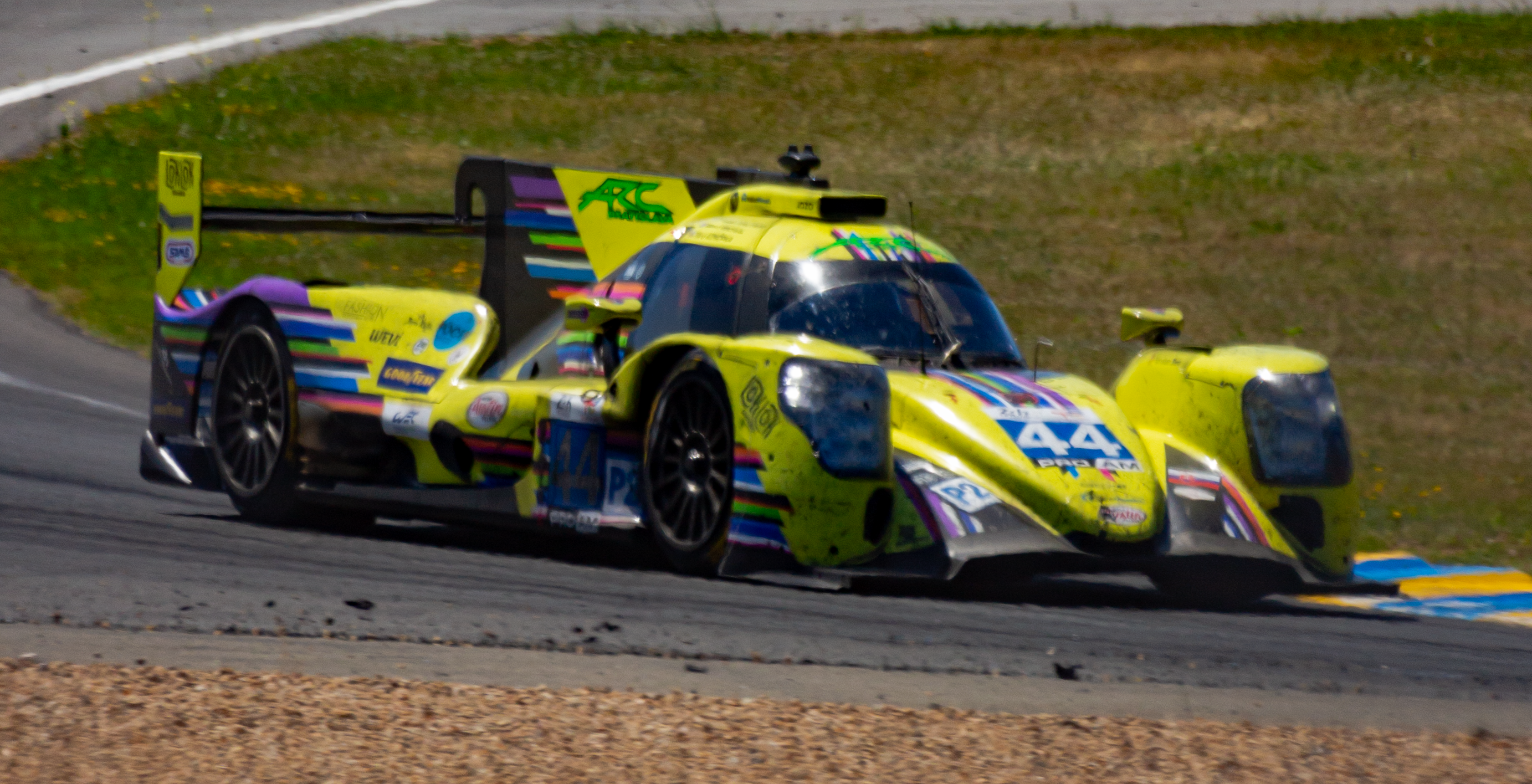
L'Oreca 07 n°44 de l'écurie slovaque ARC Bratislava qui avait fait son retour lors des 8 Heures de Bahreïn 2022

La liste officielle des engagés était composée de 37 voitures, dont 5 en Hypercar, 14 en LMP2, 5 en GTE Pro et 13 en GTE Am,. 
Dans la catégorie Hypercar, comme lors des 6 Heures de Fuji 2022, la SCG 007 n°708 de l’écurie américaine Glickenhaus Racing n'était pas présente. Après avoir considéré participer à la dernière épreuve du Championnat du monde d'endurance FIA 2022 afin de préparer au mieux la saison prochaine, l'écurie allemande Porsche Penske Motorsport n'avait finalement pas fait participer sa Porsche 963 à cette manche du championnat afin de se concentrer sur des essais sur le territoire américain pour préparer au mieux les 24 Heures de Daytona 2023. Au sein de l'écurie française Peugeot TotalEnergies, le pilote britannique James Rossiter, qui avait quitté Peugeot pour Maserati dans le championnat Formule E, avait été remplacé par le pilote suisse Nico Müller, aux mains de la Peugeot 9X8 n°94.
Dans la catégorie LMP2, après son absence lors des 6 Heures de Fuji 2022, l'Oreca 07 n°44 de l'écurie slovaque ARC Bratislava avait fait son retour. Son équipage avait néanmoins évolué et le pilote britannique Richard Bradley avait remplacé le pilote néerlandais Tijmen van der Helm. Le pilote suisse Nico Müller, étant dorénavant retenu dans la catégorie Hypercar de par son engament l'écurie française Peugeot TotalEnergies, avait été de nouveau remplacé par le pilote néerlandais Renger van der Zande aux mains de l'Oreca 07 n°10 de l'écurie britannique Vector Sport. Le pilote allemand René Rast, n'étant pas retenu par d'autres engagements, avait fait son retour aux mains de l'Oreca 07 n°31 de l'écurie belge Team WRT en place du pilote belge Dries Vanthoor qui l'avait remplacé lors de la précédente manche.
Dans la catégorie GTE Am, Le pilote japonais Takeshi Kimura et le pilote britannique Ollie Millroy avaient été remplacés par les pilotes américains  P.J. Hyett (en) et Gunnar Jeannette aux mains de la Porsche 911 RSR-19 n°56 de l'écurie allemande Team Project 1. Le pilote néo-zélandais Nick Cassidy, n'étant pas retenu par d'autres engagements, avait fait son retour aux mains de la Ferrari 488 GTE Evo n°54 de l'écurie italienne AF Corse.

## Qualifications
| Pos. | Classe      | N°  | Écurie                    | Pilote                | Temps           | Écart      |
| ---- | ----------- | --- | ------------------------- | --------------------- | --------------- | ---------- |
| 1    | Hypercar    | 8   | Toyota Gazoo Racing       | Brendon Hartley       | 1 min 46 s 800  | --         |
| 2    | Hypercar    | 93  | Peugeot TotalEnergies     | Paul di Resta         | 1 min 47 s 610  | + 0 s 810  |
| 3    | Hypercar    | 7   | Toyota Gazoo Racing       | Mike Conway           | 1 min 47 s 738  | + 0 s 938  |
| 4    | Hypercar    | 94  | Peugeot TotalEnergies     | Gustavo Menezes       | 1 min 48 s 334  | + 1 s 534  |
| 5    | Hypercar    | 36  | Alpine Elf Team           | Matthieu Vaxiviere    | 1 min 48 s 343  | + 1 s 543  |
| 6    | LMP2        | 41  | Realteam par WRT          | Norman Nato           | 1 min 50 s 330  | + 3 s 530  |
| 7    | LMP2        | 38  | Jota                      | Will Stevens          | 1 min 50 s 467  | + 3 s 667  |
| 8    | LMP2        | 22  | United Autosports USA     | Filipe Albuquerque    | 1 min 50 s 497  | + 3 s 697  |
| 9    | LMP2 Pro-Am | 83  | AF Corse                  | Alessio Rovera        | 1 min 50 s 546  | + 3 s 746  |
| 10   | LMP2 Pro-Am | 44  | ARC Bratislava            | Mathias Beche         | 1 min 50 s 619  | + 3 s 819  |
| 11   | LMP2        | 23  | United Autosports USA     | Alexander Lynn        | 1 min 50 s 661  | + 3 s 861  |
| 12   | LMP2        | 10  | Vector Sport              | Sebastien Bourdais    | 1 min 50 s 766  | + 3 s 966  |
| 13   | LMP2        | 31  | Team WRT                  | Robin Frijns          | 1 min 50 s 802  | + 4 s 002  |
| 14   | LMP2        | 1   | Richard Mille Racing Team | Charles Milesi        | 1 min 50 s 857  | + 4 s 057  |
| 15   | LMP2        | 9   | Prema ORLEN Team          | Louis Delétraz        | 1 min 51 s 110  | + 4 s 310  |
| 16   | LMP2 Pro-Am | 45  | Algarve Pro Racing        | James Allen           | 1 min 51 s 479  | + 4 s 679  |
| 17   | LMP2        | 34  | Inter Europol Competition | Alex Brundle          | 1 min :51 s 661 | + 4 s 861  |
| 18   | LMP2 Pro-Am | 35  | Ultimate                  | Matthieu Lahaye       | 1 min 51 s 821  | + 5 s 021  |
| 19   | LMGTE Pro   | 91  | Porsche GT Team           | Gianmaria Bruni       | 1 min 56 s 143  | + 9 s 343  |
| 20   | LMGTE Pro   | 52  | AF Corse                  | Antonio Fuoco         | 1 min 56 s 419  | + 9 s 619  |
| 21   | LMGTE Pro   | 92  | Porsche GT Team           | Michael Christensen   | 1 min 56 s 439  | + 9 s 639  |
| 22   | LMGTE Pro   | 51  | AF Corse                  | Alessandro Pier Guidi | 1 min 56 s 472  | + 9 s 672  |
| 23   | LMGTE Pro   | 64  | Corvette Racing           | Nick Tandy            | 1 min 57 s 539  | + 10 s 739 |
| 24   | LMGTE Am    | 85  | Iron Dames                | Sarah Bovy            | 1 min 59 s 186  | + 12 s 386 |
| 25   | LMP2        | 28  | Jota                      | Oliver Rasmussen      | 1 min 59 s 503  | + 12 s 703 |
| 26   | LMGTE Am    | 33  | TF Sport                  | Ben Keating           | 1 min 59 s 698  | + 12 s 898 |
| 27   | LMGTE Am    | 77  | Dempsey-Proton Racing     | Christian Ried        | 1 min 59 s 708  | + 12 s 908 |
| 28   | LMGTE Am    | 46  | Team Project 1            | Nicolas Leutwiler     | 2 min 00 s 030  | + 13 s 230 |
| 29   | LMGTE Am    | 54  | AF Corse                  | Thomas Flohr          | 2 min 00 s 489  | + 13 s 689 |
| 30   | LMGTE Am    | 86  | GR Racing                 | Michael Wainwright    | 2 min 00 s 597  | + 13 s 797 |
| 31   | LMGTE Am    | 21  | AF Corse                  | Christoph Ulrich      | 2 min 00 s 715  | + 13 s 915 |
| 32   | LMGTE Am    | 71  | Spirit of Race            | Franck Dezoteux       | 2 min 00 s 733  | + 13 s 933 |
| 33   | LMGTE Am    | 98  | NorthWest AMR             | Paul Dalla Lana       | 2 min 01 s 100  | + 14 s 300 |
| 34   | LMGTE Am    | 60  | Iron Lynx                 | Claudio Schiavoni     | 2 min 01 s 303  | + 14 s 503 |
| 35   | LMGTE Am    | 56  | Team Project 1            | P. J. Hyett (en)      | 2 min 01 s 307  | + 14 s 507 |
| 36   | LMGTE Am    | 88  | Dempsey-Proton Racing     | Fred Poordad          | 2 min 01 s 361  | + 14 s 561 |
| 37   | LMGTE Am    | 777 | D'Station Racing          | Satoshi Hoshino       | 2 min 01 s 730  | + 14 s 930 |

## La course

### Classement de la course
Voici le classement officiel au terme de la course.
- Les premiers de chaque catégorie du championnat du monde sont signalés par un fond jaune.
- Pour la colonne Pneus, il faut passer le curseur au-dessus du modèle pour connaître le manufacturier de pneumatiques.

| Pos  | Classe    | no  | Écurie                    | Pilotes                                                | Châssis                        | Pneus | Tours | Temps               |
| Pos  | Classe    | no  | Écurie                    | Pilotes                                                | Moteur                         | Pneus | Tours | Temps               |
| ---- | --------- | --- | ------------------------- | ------------------------------------------------------ | ------------------------------ | ----- | ----- | ------------------- |
| 1    | Hypercar  | 7   | Toyota Gazoo Racing       | Mike Conway Kamui Kobayashi José María López           | Toyota GR010 Hybrid            | M     | 245   | 8 h 00 min 40 s 920 |
| 1    | Hypercar  | 7   | Toyota Gazoo Racing       | Mike Conway Kamui Kobayashi José María López           | Toyota 3,5 L V6 Bi-Turbo       | M     | 245   | 8 h 00 min 40 s 920 |
| 2    | Hypercar  | 8   | Toyota Gazoo Racing       | Sébastien Buemi Brendon Hartley Ryō Hirakawa           | Toyota GR010 Hybrid            | M     | 245   | + 45 s 471          |
| 2    | Hypercar  | 8   | Toyota Gazoo Racing       | Sébastien Buemi Brendon Hartley Ryō Hirakawa           | Toyota 3,5 L V6 Bi-Turbo       | M     | 245   | + 45 s 471          |
| 3    | Hypercar  | 36  | Alpine Elf Team           | André Negrão Nicolas Lapierre Matthieu Vaxiviere       | Alpine A480                    | M     | 243   | + 2 tours           |
| 3    | Hypercar  | 36  | Alpine Elf Team           | André Negrão Nicolas Lapierre Matthieu Vaxiviere       | Gibson GK458 4,5 L V8 Atmo     | M     | 243   | + 2 tours           |
| 4    | Hypercar  | 94  | Peugeot TotalEnergies     | Loïc Duval Gustavo Menezes Nico Müller                 | Peugeot 9X8                    | M     | 239   | + 6 tours           |
| 4    | Hypercar  | 94  | Peugeot TotalEnergies     | Loïc Duval Gustavo Menezes Nico Müller                 | Peugeot 2,6 L V6 Bi-Turbo      | M     | 239   | + 6 tours           |
| 5    | LMP2      | 31  | Team WRT                  | Sean Gelael Robin Frijns René Rast                     | Oreca 07                       | G     | 237   | + 8 tours           |
| 5    | LMP2      | 31  | Team WRT                  | Sean Gelael Robin Frijns René Rast                     | Gibson GK428 4,2 L V8 Atmo     | G     | 237   | + 8 tours           |
| 6    | LMP2      | 23  | United Autosports USA     | Alexander Lynn Oliver Jarvis Josh Pierson              | Oreca 07                       | G     | 237   | + 8 tours           |
| 6    | LMP2      | 23  | United Autosports USA     | Alexander Lynn Oliver Jarvis Josh Pierson              | Gibson GK428 4,2 L V8 Atmo     | G     | 237   | + 8 tours           |
| 7    | LMP2      | 38  | Jota                      | Roberto Gonzalez António Félix da Costa Will Stevens   | Oreca 07                       | G     | 236   | + 9 tours           |
| 7    | LMP2      | 38  | Jota                      | Roberto Gonzalez António Félix da Costa Will Stevens   | Gibson GK428 4,2 L V8 Atmo     | G     | 236   | + 9 tours           |
| 8    | LMP2      | 9   | Prema ORLEN Team          | Robert Kubica Louis Delétraz Lorenzo Colombo           | Oreca 07                       | G     | 236   | + 9 tours           |
| 8    | LMP2      | 9   | Prema ORLEN Team          | Robert Kubica Louis Delétraz Lorenzo Colombo           | Gibson GK428 4,2 L V8 Atmo     | G     | 236   | + 9 tours           |
| 9    | LMP2      | 41  | Realteam par WRT          | Rui Andrade Ferdinand Habsburg Norman Nato             | Oreca 07                       | G     | 236   | + 9 tours           |
| 9    | LMP2      | 41  | Realteam par WRT          | Rui Andrade Ferdinand Habsburg Norman Nato             | Gibson GK428 4,2 L V8 Atmo     | G     | 236   | + 9 tours           |
| 10   | LMP2      | 22  | United Autosports USA     | Phil Hanson Filipe Albuquerque Will Owen               | Oreca 07                       | G     | 236   | + 9 tours           |
| 10   | LMP2      | 22  | United Autosports USA     | Phil Hanson Filipe Albuquerque Will Owen               | Gibson GK428 4,2 L V8 Atmo     | G     | 236   | + 9 tours           |
| 11   | LMP2      | 28  | Jota                      | Oliver Rasmussen Ed Jones Jonathan Aberdein            | Oreca 07                       | G     | 236   | + 9 tours           |
| 11   | LMP2      | 28  | Jota                      | Oliver Rasmussen Ed Jones Jonathan Aberdein            | Gibson GK428 4,2 L V8 Atmo     | G     | 236   | + 9 tours           |
| 12   | LMP2      | 1   | Richard Mille Racing Team | Lilou Wadoux Paul-Loup Chatin Charles Milesi           | Oreca 07                       | G     | 235   | + 10 tours          |
| 12   | LMP2      | 1   | Richard Mille Racing Team | Lilou Wadoux Paul-Loup Chatin Charles Milesi           | Gibson GK428 4,2 L V8 Atmo     | G     | 235   | + 10 tours          |
| 13   | LMP2      | 10  | Vector Sport              | Renger van der Zande Ryan Cullen Sebastien Bourdais    | Oreca 07                       | G     | 235   | + 10 tours          |
| 13   | LMP2      | 10  | Vector Sport              | Renger van der Zande Ryan Cullen Sebastien Bourdais    | Gibson GK428 4,2 L V8 Atmo     | G     | 235   | + 10 tours          |
| 14   | LMP2      | 83  | AF Corse                  | François Perrodo Nicklas Nielsen Alessio Rovera        | Oreca 07                       | G     | 235   | + 10 tours          |
| 14   | LMP2      | 83  | AF Corse                  | François Perrodo Nicklas Nielsen Alessio Rovera        | Gibson GK428 4,2 L V8 Atmo     | G     | 235   | + 10 tours          |
| 15   | LMP2      | 35  | Ultimate                  | Jean-Baptiste Lahaye Matthieu Lahaye François Hériau   | Oreca 07                       | G     | 235   | + 10 tours          |
| 15   | LMP2      | 35  | Ultimate                  | Jean-Baptiste Lahaye Matthieu Lahaye François Hériau   | Gibson GK428 4,2 L V8 Atmo     | G     | 235   | + 10 tours          |
| 16   | LMP2      | 45  | Algarve Pro Racing        | Steven Thomas James Allen René Binder                  | Oreca 07                       | G     | 235   | + 10 tours          |
| 16   | LMP2      | 45  | Algarve Pro Racing        | Steven Thomas James Allen René Binder                  | Gibson GK428 4,2 L V8 Atmo     | G     | 235   | + 10 tours          |
| 17   | LMGTE Pro | 52  | AF Corse                  | Miguel Molina Antonio Fuoco                            | Ferrari 488 GTE Evo            | M     | 231   | + 14 tours          |
| 17   | LMGTE Pro | 52  | AF Corse                  | Miguel Molina Antonio Fuoco                            | Ferrari F154CB 3,9 L V8 Turbo  | M     | 231   | + 14 tours          |
| 18   | LMGTE Pro | 64  | Corvette Racing           | Tommy Milner Nick Tandy                                | Chevrolet Corvette C8.R        | M     | 230   | + 15 tours          |
| 18   | LMGTE Pro | 64  | Corvette Racing           | Tommy Milner Nick Tandy                                | Chevrolet 5,5 L V8 Atmo        | M     | 230   | + 15 tours          |
| 19   | LMGTE Pro | 92  | Porsche GT Team           | Michael Christensen Kévin Estre                        | Porsche 911 RSR-19             | M     | 230   | + 15 tours          |
| 19   | LMGTE Pro | 92  | Porsche GT Team           | Michael Christensen Kévin Estre                        | Porsche 4,0 L Flat-6 Atmo      | M     | 230   | + 15 tours          |
| 20   | LMGTE Pro | 91  | Porsche GT Team           | Gianmaria Bruni Richard Lietz                          | Porsche 911 RSR-19             | M     | 230   | + 15 tours          |
| 20   | LMGTE Pro | 91  | Porsche GT Team           | Gianmaria Bruni Richard Lietz                          | Porsche 4,0 L Flat-6 Atmo      | M     | 230   | + 15 tours          |
| 21   | LMGTE Pro | 51  | AF Corse                  | Alessandro Pier Guidi James Calado                     | Ferrari 488 GTE Evo            | M     | 227   | + 18 tours          |
| 21   | LMGTE Pro | 51  | AF Corse                  | Alessandro Pier Guidi James Calado                     | Ferrari F154CB 3,9 L V8 Turbo  | M     | 227   | + 18 tours          |
| 22   | LMP2      | 44  | ARC Bratislava            | Miroslav Konôpka Mathias Beche Richard Bradley         | Oreca 07                       | G     | 227   | + 18 tours          |
| 22   | LMP2      | 44  | ARC Bratislava            | Miroslav Konôpka Mathias Beche Richard Bradley         | Gibson GK428 4,2 L V8 Atmo     | G     | 227   | + 18 tours          |
| 23   | LMGTE Am  | 46  | Team Project 1            | Matteo Cairoli Mikkel Pedersen Nicolas Leutwiler       | Porsche 911 RSR-19             | M     | 226   | + 19 tours          |
| 23   | LMGTE Am  | 46  | Team Project 1            | Matteo Cairoli Mikkel Pedersen Nicolas Leutwiler       | Porsche 4,0 L Flat-6 Atmo      | M     | 226   | + 19 tours          |
| 24   | LMGTE Am  | 56  | Team Project 1            | P. J. Hyett (en) Gunnar Jeannette Ben Barnicoat        | Porsche 911 RSR-19             | M     | 226   | + 19 tours          |
| 24   | LMGTE Am  | 56  | Team Project 1            | P. J. Hyett (en) Gunnar Jeannette Ben Barnicoat        | Porsche 4,0 L Flat-6 Atmo      | M     | 226   | + 19 tours          |
| 25   | LMGTE Am  | 85  | Iron Dames                | Rahel Frey Michelle Gatting Sarah Bovy                 | Ferrari 488 GTE Evo            | M     | 226   | + 19 tours          |
| 25   | LMGTE Am  | 85  | Iron Dames                | Rahel Frey Michelle Gatting Sarah Bovy                 | Ferrari F154CB 3,9 L V8 Turbo  | M     | 226   | + 19 tours          |
| 26   | LMGTE Am  | 33  | TF Sport                  | Ben Keating Henrique Chaves Marco Sørensen             | Aston Martin Vantage AMR       | M     | 226   | + 19 tours          |
| 26   | LMGTE Am  | 33  | TF Sport                  | Ben Keating Henrique Chaves Marco Sørensen             | Aston Martin 4,0 L V8 Bi-Turbo | M     | 226   | + 19 tours          |
| 27   | LMGTE Am  | 98  | NorthWest AMR             | Paul Dalla Lana David Pittard Nicki Thiim              | Aston Martin Vantage AMR       | M     | 226   | + 19 tours          |
| 27   | LMGTE Am  | 98  | NorthWest AMR             | Paul Dalla Lana David Pittard Nicki Thiim              | Aston Martin 4,0 L V8 Bi-Turbo | M     | 226   | + 19 tours          |
| 28   | LMGTE Am  | 86  | GR Racing                 | Michael Wainwright Riccardo Pera Ben Barker            | Porsche 911 RSR-19             | M     | 226   | + 19 tours          |
| 28   | LMGTE Am  | 86  | GR Racing                 | Michael Wainwright Riccardo Pera Ben Barker            | Porsche 4,0 L Flat-6 Atmo      | M     | 226   | + 19 tours          |
| 29   | LMGTE Am  | 54  | AF Corse                  | Thomas Flohr Francesco Castellacci Nick Cassidy        | Ferrari 488 GTE Evo            | M     | 226   | + 19 tours          |
| 29   | LMGTE Am  | 54  | AF Corse                  | Thomas Flohr Francesco Castellacci Nick Cassidy        | Ferrari F154CB 3,9 L V8 Turbo  | M     | 226   | + 19 tours          |
| 30   | LMGTE Am  | 77  | Dempsey-Proton Racing     | Christian Ried Sebastian Priaulx Harry Tincknell       | Porsche 911 RSR-19             | M     | 226   | + 19 tours          |
| 30   | LMGTE Am  | 77  | Dempsey-Proton Racing     | Christian Ried Sebastian Priaulx Harry Tincknell       | Porsche 4,0 L Flat-6 Atmo      | M     | 226   | + 19 tours          |
| 31   | LMGTE Am  | 60  | Iron Lynx                 | Claudio Schiavoni Matteo Cressoni Giancarlo Fisichella | Ferrari 488 GTE Evo            | M     | 225   | + 20 tours          |
| 31   | LMGTE Am  | 60  | Iron Lynx                 | Claudio Schiavoni Matteo Cressoni Giancarlo Fisichella | Ferrari F154CB 3,9 L V8 Turbo  | M     | 225   | + 20 tours          |
| 32   | LMGTE Am  | 777 | D'Station Racing          | Satoshi Hoshino Tomonobu Fujii Charlie Fagg            | Aston Martin Vantage AMR       | M     | 225   | + 20 tours          |
| 32   | LMGTE Am  | 777 | D'Station Racing          | Satoshi Hoshino Tomonobu Fujii Charlie Fagg            | Aston Martin 4,0 L V8 Bi-Turbo | M     | 225   | + 20 tours          |
| 33   | LMGTE Am  | 21  | AF Corse                  | Simon Mann Christoph Ulrich Toni Vilander              | Ferrari 488 GTE Evo            | M     | 225   | + 20 tours          |
| 33   | LMGTE Am  | 21  | AF Corse                  | Simon Mann Christoph Ulrich Toni Vilander              | Ferrari F154CB 3,9 L V8 Turbo  | M     | 225   | + 20 tours          |
| 34   | LMGTE Am  | 88  | Dempsey-Proton Racing     | Fred Poordad Patrick Lindsey Jan Heylen                | Porsche 911 RSR-19             | M     | 224   | + 21 tours          |
| 34   | LMGTE Am  | 88  | Dempsey-Proton Racing     | Fred Poordad Patrick Lindsey Jan Heylen                | Porsche 4,0 L Flat-6 Atmo      | M     | 224   | + 21 tours          |
| 35   | LMGTE Am  | 71  | Spirit of Race            | Franck Dezoteux Pierre Ragues Gabriel Aubry            | Ferrari 488 GTE Evo            | M     | 224   | + 21 tours          |
| 35   | LMGTE Am  | 71  | Spirit of Race            | Franck Dezoteux Pierre Ragues Gabriel Aubry            | Ferrari F154CB 3,9 L V8 Turbo  | M     | 224   | + 21 tours          |
| Abd. | LMP2      | 34  | Inter Europol Competition | Jakub Śmiechowski Alex Brundle Esteban Gutiérrez       | Oreca 07                       | G     | 231   | Unité de puissance  |
| Abd. | LMP2      | 34  | Inter Europol Competition | Jakub Śmiechowski Alex Brundle Esteban Gutiérrez       | Gibson GK428 4,2 L V8 Atmo     | G     | 231   | Unité de puissance  |
| Abd. | Hypercar  | 93  | Peugeot TotalEnergies     | Jean-Éric Vergne Mikkel Jensen Paul di Resta           | Peugeot 9X8                    | M     | 171   | Boite de vietesses  |
| Abd. | Hypercar  | 93  | Peugeot TotalEnergies     | Jean-Éric Vergne Mikkel Jensen Paul di Resta           | Peugeot 2,6 L V6 Bi-Turbo      | M     | 171   | Boite de vietesses  |

## Pole position et record du tour
- Pole position :  Brendon Hartley sur n°8 Toyota Gazoo Racing en 1 min 46 s 800.
- Meilleur tour en course :  Jean-Éric Vergne sur n°93 Peugeot TotalEnergies en 1 min 49 s 709.

## Tours en tête
- no 8 Toyota GR010 Hybrid : 97 tours (1-95 / 124-125)[11]
- no 7 Toyota GR010 Hybrid : 148 tours (96-123 / 126-245)

## À noter
- Longueur du circuit : 5,412 km
- Distance parcourue par les vainqueurs : 1 325,94 km